# Jama Alepotrypa
Jama Alepotrypa je arheološko najdišče v regiji Mani na polotoku Peloponez. Poleg tega, da so ga naselili prvi kmetje, je bilo to mesto uporabljeno za pokope in kultne namene. Arheološki dokazi so razkrili, da je to eno največjih neolitskih grobišč, kar jih je bilo kdaj najdenih v Evropi. Na tem mestu so našli dve okostji odraslih ljudi iz groba iz 4. tisočletja pr. n. št., pa tudi ostanke najmanj 170 različnih oseb. Arheologi niso prepričani o pomenu mikenske kostnice, ki je bila datirana v 2. tisočletje pr. n. št. in se zdi, da je bila ponovno pokopana v Alepotrypi. Čeprav ni neposrednih dokazov, je možno, da kostnica povezuje Alepotrypo s Tainaronom, ki je v klasični mitologiji veljal za vhod v Had.

## Pregled
Jama Alepotrypa (grško Αλεπότρυπα, latinizirano: 'Lisičja luknja', zelo pogosta beseda za opis jame, v kateri živi lisica), je ena od jam Diros, v regiji Mani na polotoku Peloponez. Polotok Mani je večinoma sestavljen iz mezozojskih karbonatnih kamnin, kot je apnenec, ki erodirajo zaradi hidrogeoloških razmer na polotoku in tvorijo kraške jame, kot je Alepotrypa.
Študija jamskih stalagmitov je zagotovila informacije o človekovih dejavnostih v jami in podnebnih spremembah. S proučevanjem variacij elementov v sledovih je Meighan Boyd uspela najti dokaze o nekaterih človeških dejavnostih v jami, kot je sežiganje živalskih iztrebkov. Prav tako je lahko potrdila in datirala več obdobij suše.
Poleg tega, da je jama Alepotrypa eno najzgodnejših znanih naseljenih območij v južni Lakoniji na Peloponezu, je tudi eno največjih neolitskih grobišč v Evropi. Pokopi v jami segajo med 6.000 in 3200 pred našim štetjem, arheologi pa so našli kosti, ki pripadajo najmanj 170 različnim osebam. Na mestu so našli dva okostja odraslega človeka, ki datirata v 4. tisočletje pr. n. št., skupaj z mikensko kostnico, za katero arheologi verjamejo, da je iz 2. tisočletja pr. n. št..
Naselje je bilo opuščeno okoli leta 3200 pred našim štetjem, potem ko je katastrofalen potres povzročil veliko škodo, ki je blokirala vhod v jamo. Najdbe iz jame so bile dobro ohranjene zaradi zaprtega vhoda v jamo in pomanjkanja človekove dejavnosti na tem območju. Mesto je bilo ogroženo zaradi zasebnih gradbenih del med letoma 1958 in 1970, vendar je grško ministrstvo za kulturo preklicalo »turistično izkoriščanje« mesta. Izkopavanja, ki jih je vodil Giorgos Papathanassopoulos, so se začela leta 1970, vendar so bila zaradi političnih zapletov v Grčiji odložena do leta 1978. Najdišče so izkopavali med letoma 1978 in 2005, nato pa je bil projekt zaradi pomanjkanja sredstev v veliki meri ustavljen. Leta 2010 je bil ustanovljen regionalni projekt Diros za izvedbo regionalne raziskave, ko je skupina za izkopavanje Alepotrypa začela pripravljati svoje ugotovitve za objavo. Gradivo iz poznega neolitika (LN) je bilo najdeno v sami jami, vendar je raziskovalna skupina od leta 2013 našla le material, ki sega v končni neolitik (FN) na bližnjih območjih na prostem.

## Arheologija
V neolitskem obdobju je jama služila kot grobišče, medtem ko so kmetje naselili veliko vas zunaj jame. Na podlagi dokazov, najdenih na mestu, arheologi verjamejo, da so zgodnji kmetje, ki so naseljevali to območje, jedli večinoma ječmen in pšenico, in kažejo, da nesmrtonosne poškodbe glave na lobanjah lahko kažejo na nasilne spopade. Primarni pokop, upepelitev in sekundarni pokop so vsi predstavljeni na najdišču, uporabljalo pa se je tudi za zatočišče in skladišče. Najdeni so bili tudi dokazi o kultni praksi, vključno z glavo marmornatega idola v obliki stalagmita.
Druge najdbe iz izkopavanja vključujejo poznoneolitski kamen, lončenino in glinene posode, nakit in orožje. Najdena je bila poslikana in vrezana keramika, školjkaste kroglice, kamnite sekire in celotna puščična konica iz kremena, skupaj z rezili in kosmiči miloškega obsidiana. Srebrni nakit, ki so ga našli na tem mestu, nakazuje, da je bilo območje bogato, saj je bilo srebro v bronasti dobi in neolitiku v Evropi izjemno redko. Na najdišču Alepotrypa je bila najdena tudi redka zgodnja bakrena sekira, za katero znanstveniki menijo, da jo je mogoče datirati v obdobje končnega neolitika. Paul Cartledge piše, da »na Peloponezu očitno ni bilo prehodne halkolitske faze« in dodaja, da bakreno orodje, najdeno v jami Alepotrypa, »zagotavlja priročen prehod« v zgodnjeheladsko dobo.

## Primerjave s Hadom
Mitološko izročilo pravi, da je bil na bližnjem najdišču Tainaron vhod v podzemlje grškega boga smrti Hada, arheologi, ki delajo na izkopavanjih, pa menijo, da je možno, da je bil kulturni spomin grobišča v Alepotrypi v klasičnem obdobju povezan s Tainaronom. Arheologi domnevajo, da so poznejšo mikensko kostnico iz leta 1300 pr. n. št. morda prenesli na mesto za ponovni pokop v pozni bronasti dobi. Ena možna razlaga, ki jo je ponudil glavni izkopavalec Giorgos Papathanassopoulos, je, da so osebe, ki so naseljevale to mesto, vzele s seboj kulturni spomin na podzemno kraljestvo, kjer so bili mrtvi pokopani. Anastasia Papathanasiou, sovodja izkopavanja Diros, je dodala, da »ni neposrednih dokazov, vendar te možnosti ne moremo izključiti«.